# Demang Lehman Stadium
Das Demang Lehman Stadium ist ein Fußballstadion in der indonesischen Stadt Martapura im Regierungsbezirk Banjar, Provinz Kalimantan Selatan, auf der Insel Borneo.
Die Anlage hat ein Fassungsvermögen von 15.000 Personen und ist die Heimspielstätte der Fußballvereine PS Barito Putera (1. Liga) und des Persemar Martapura (3. Liga). Die 2013 eröffnete Sportstätte ist Eigentum des Regierungsbezirks Banjar und wird auch von diesem betrieben.